# Bleckenburgstraße 27

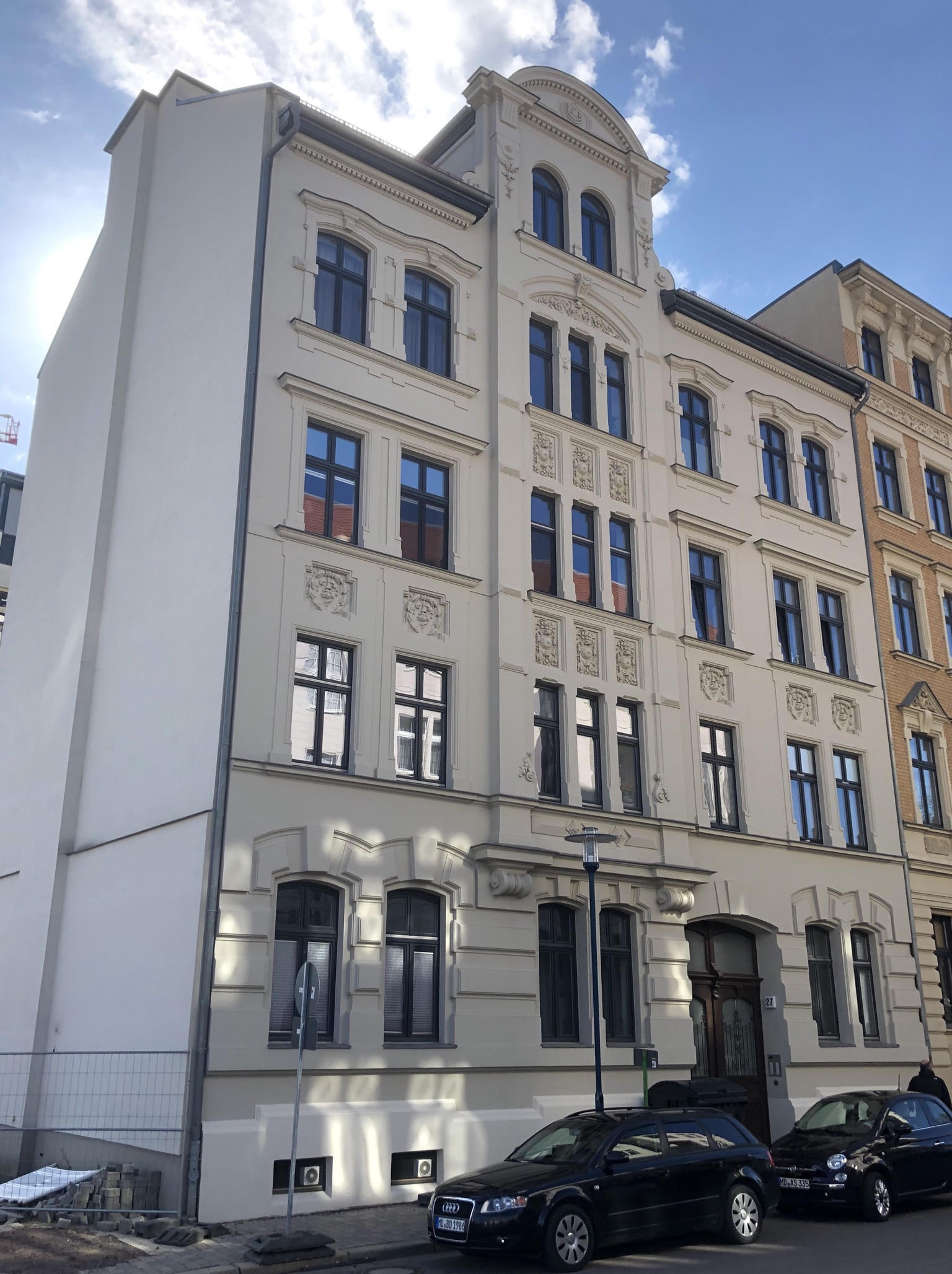
Bleckenburgstraße 27 in Magdeburg

Das Gebäude Bleckenburgstraße 27 ist ein denkmalgeschütztes Wohnhaus in Magdeburg in Sachsen-Anhalt.

## Lage
Es befindet sich nahe am südlichen Ende der Bleckenburgstraße, auf deren östlicher Seite. Südlich grenzt das gleichfalls denkmalgeschützte Gebäude Bleckenburgstraße 29, Elbstraße 1 an.

## Architektur und Geschichte
Der viergeschossige Bau wurde im Jahr 1893 errichtet. Die schlank proportionierte Fassade des repräsentativ gestalteten, verputzten Gebäudes verfügt in der linken Hälfte über einen flach in der Art eines Risalits hervortretenden Erker. Er ist mit schmalen, hochrechteckig ausgeführten Fenstern versehen. Die Verzierungen der Fassade sind eklektizistisch und zitieren Elemente der Neorenaissance und des Neobarock.
Im örtlichen Denkmalverzeichnis ist das Wohnhaus unter der Erfassungsnummer 094 82589 als Baudenkmal verzeichnet.